# FV107 Scimitar
FV107 Scimitar — броньована гусенична бойова розвідувальна машина (іноді класифікується як легкий танк), яка використовується Британською армією. Вона вироблялася компанією Alvis в Ковентрі. Вона дуже схожа на FV101 Scorpion, але на ній встановлена високошвидкісна 30-мм гармата L21 RARDEN замість 76-мм гармати. Її отримували бронетанкові полки Королівського бронетанкового корпусу для виконання розвідувальних завдань. Кожен полк спочатку мав ескадрилью близької розвідки з п'яти підрозділів, кожен з яких мав вісім FV107 Scimitars. Кожен основний бойовий танковий полк також використовував вісім FV107 Scimitar для безпосередньої розвідки.

## Розробка
FV107 Scimitar є одним із транспортних засобів серії CVR(T). Він був прийнятий на озброєння в 1971 році.
Спочатку двигуном машини був 4,2-літровий 6-циліндровий бензиновий двигун Jaguar J60, який використовувався в кількох автомобілях Jaguar. Він був замінений дизельним двигуном Cummins BTA 5.9 у британських армійських FV107 Scimitar згідно з Програмою подовження терміну служби CVR(T).
Велика Британія ініціювала програму «Майбутня скаутська та кавалерійська система/TRACER» для заміни Saber і FV107 Scimitar. У 1996 році до проєкту приєдналися США. У 2001 році Велика Британія та США вийшли зі спільної програми.

## Scimitar Mk II
Після програми зменшення ризиків у грудні 2010 року було укладено контракт на розробку, випробування та обслуговування модернізованого Scimitar. Це було здійснено групою військових і технічних служб транспортних засобів BAE Systems Telford, яка координувала виробництво 50 машин на сусідньому виробництву DSG (Defence Support Group) у Доннінгтоні, яке було завершено на початку 2012 року. Бойова машина Scimitar Mark 2 є одним із п'яти покращених типів CVR(T). Вона була розроблена на початку 2010 року і наразі стоїть на озброєнні.
Scimitar Mk II:
- Перероблена, щоб забезпечити кращий захист військ від мін
- Покращено броню, встановлену для підвищення стійкості до вибухів і балістичних загроз
- Встановлено захищені від мін (підвішені та поршневі) сидіння на кожному місці екіпажу
- Покращено доступний простір і покращено умови екіпажу
- Спрощено ремонт, скоротивши витрати на технічне обслуговування та життєвий цикл, а також подовжено термін служби.

Отримані транспортні засоби відтоді були переобладнані дизельним двигуном Cummins BTA 5,9 л і автоматичною коробкою передач David Brown TN15E+. На додаток до забезпечення потужністю для системи кондиціонування повітря, новий економніший двигун розширює робочий діапазон автомобіля, а перероблене внутрішнє компонування дозволяє перемістити паливні баки з кращим захистом, щоб зменшити вразливість до вибухових і балістичних загроз.
Новий двигун та трансмісія простіші в обслуговуванні та надійніші протягом терміну експлуатації, відремонтовані амортизатори підвищили комфорт екіпажу — і, отже, зменшили втому, а також подовжили строк служби компонентів автомобіля, зберігаючи тактичну мобільність оригінальної машини, попри збільшення робочої ваги до 12 000 кг.
Компанія BAE Systems запропонувала вдосконалені опорні катки, нові звичайні металеві гусеничні стрічки з гарантованим пробігом (що могло б зменшити експлуатаційні витрати транспортного засобу) і суцільні «гумові» гусеничні стрічки, які значно зменшують як вібрацію, так і шум, дозволяючи екіпажу працювати ефективніше та довше, навіть у найсуворіших умовах, водночас зменшуючи акустичні характеристики автомобіля.

## Додаткові специфікації
- Дорожній просвіт: 0,35 м
- Основне озброєння: 30-мм гармата L21 RARDEN (стріляє зі швидкістю до 90 пострілів на хвилину)
- Види боєприпасів:
  - Осколково-фугасний снаряд
  - Фугасний снаряд (HE)
  - Бронебійний снаряд
  - APSE (Armour Piercing Secondary Effects)
  - Бронебійний підкаліберний снаряд
- Додатковий захист: 2 × 4-ствольні димові установки.
- Магазини боєприпасів:
  - 30 мм — 165 патронів
  - 7,62 мм — 2000 патронів
- Як і вся британська бронетехніка, FV107 Scimitar оснащено системою примусової подачі повітря, тому екіпаж може заблокувати себе в середовищі захищеному від зброї масового ураження. З цієї причини транспортний засіб обладнаний кип'ятильною посудиною для приготування гарячих напоїв.[9]

## Оператори

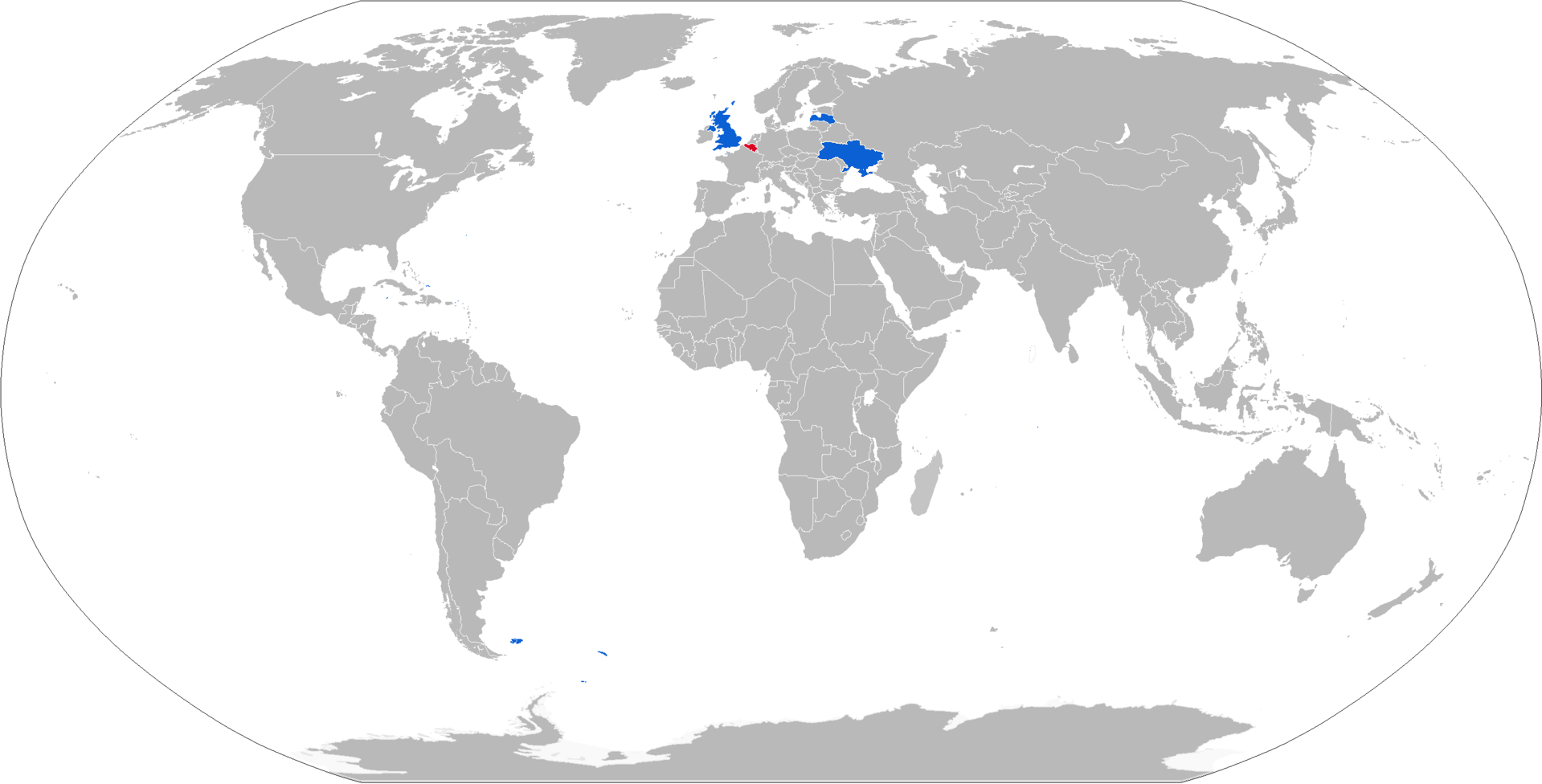
Оператори FV107 Scimitar позначені синім кольором, колишні оператори — червоним

### Поточні оператори
- Велика Британія — 325 одиниць[10]

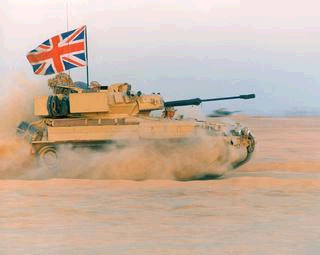
FV107 Scimitar у пустельному камуфляжі

Scimitar використовується трьома розвідувальними полками Британської армії.
Після Стратегічного оборонного та безпекового огляду 2010 року деякі полки замінили свої танки Challenger 2 на CVR(T) Scimitars.
Станом на березень 2020 року очікується, що FV107 Scimitar буде знято з озброєння у 2023 році.
- Латвія — 123 одиниць

У вересні 2014 року Латвія уклала з Великою Британією контракт на закупівлю 123 бойових броньованих машин у рамках програми механізації піхотної бригади Національних збройних сил Латвії.
- Україна

Україна отримала певну кількість FV107 Scimitars з 30-мм гарматами у квітні 2022 року, як допомогу від Великої Британії.
5 вересня 2023 року було оголошено про підготовку до передачі 23 одиниці FV107 Scimitar Mk.II зі складу підрозділів британської армії, які зараз розміщені в Європі.

### Колишні оператори
- Бельгія — 153 одиниці,[17] зняті з озброєння у 2004 році.[18]

## Бойове застосування
Два загони ескадрильї B полку Блюз енд Роялс, брали участь у Фолклендській війні. Один загін мав чотири FV101 Scorpion, інший — чотири FV107 Scimitar. Ці CVR(T) були єдиними броньованими машинами, які використовувалися британською армією під час конфлікту. Принаймні один FV107 Scimitar був серйозно пошкоджений аргентинською міною, але екіпаж залишився неушкодженим, і машину було врятовано вертольотом Chinook HC.1 і незабаром повернуто до експлуатації підрозділом Королівських інженерів-електриків та механіків. FV101 Scorpion і FV107 Scimitar також забезпечували ППО кулеметами та 30-мм гарматами; 23 травня 1982 року FV107 Scimitar влучив 30-мм гарматою у Skyhawk на відстані 1000 м.
Під час першої війни в Перській затоці 1-ша Королівська драгунська гвардія зведена із підкріпленнями воювала як полк та мала FV107 Scimitar. Загін FV107 Scimitar вступив у бій і підбив іракські Т-62, пробивши їхню лобову броню підкаліберними снарядами. Іракський Т-55 зачепив і влучив в один FV107 Scimitar, і проникний снаряд пройшов крізь тонку алюмінієву броню, не поранивши екіпаж.
FV107 Scimitar ескадрильї C використовувалися в битві за Аль-Фо на початку вторгнення в Ірак у 2003 році. Плани висадки амфібії Scimitars були скасовані через інтенсивне мінування пляжів; замість цього вони перейшли в Ірак сухопутним шляхом.
В Афганістані під час операції «Геррік» FV107 Scimitar використовувалися або у стандартних військових підрозділах, або як частина зведених військ Jackal, у цій ролі вони забезпечували додаткову вогневу міць, щоб доповнити високу мобільність Jackal.